# Lepcha
Le lepcha (en lepcha : ᰛᰩᰵᰛᰧᰵᰶ, róng ríng est une langue tibéto-birmane parlée en Inde, au Népal et au Bhoutan.

## Nom
Il est également appelé lapche, nünpa, rongke, rongpa, róng, róng-ríng, róngkup, en Inde ; lapcha, nünpa, rongke, rongpa, róng, róng-ríng, róngkup, au Népal ; lepcha, nünpa, rongke, rongpa, róng, róngkup, au Bhoutan, où elle prend aussi le nom péjoratif de « lapche ».

## Histoire
C'est la langue de la population originelle du Royaume du Sikkim, les Lepchas, qui ont leur propre écriture indigène et une tradition littéraire qui remonte au début du XVIIIe siècle.

## Utilisation
La langue est délaissée au profit du népalais, toute la région étant bilingue, et seuls de rares foyers, éloignés les uns des autres, enseignent encore la langue aux plus jeunes, ce qui fait que cette langue est classée comme « en danger » par l'UNESCO, « en grand danger » par le projet Langues en danger et « menacée » en Inde et au Bhoutan, ainsi que « moribonde » au Népal par Ethnologue, Languages of the World.
En Inde, elle est principalement parlée dans les États du Sikkim (circonscription électorale de Djongu (en)) et du Bengale-Occidental (district de Darjeeling et Kalimpong). Beaucoup de ses locuteurs utilisent aussi le népalais [npi] et certains l'anglais.
Au Népal, elle est principalement parlée dans la zone de Koshi (à l'est du district d'Ilam, le long de la frontière indienne), seulement par les adultes âgés, les plus jeunes apprenant le népalais comme langue maternelle .
Au Bhoutan, elle est principalement parlée dans le district de Samtse (région de la rivière Amo et basses vallées de l'est et du sud), par tous les adultes et quelques jeunes.

### Nombre de locuteurs
Elle est parlée par 57 930 personnes dans le monde, dont :
- 47 300 en Inde (recensement de 2011) ;
- 7 730 au Népal  (recensement de 2011, 7 500 en langue maternelle et 230 en langue seconde, pas de monolingues) ;
- 2 900 au Bhoutan (Joshua Project 2021).

## Caractéristiques
La classification du lepcha au sein des langues tibéto-birmanes est discutée, et étant incertaine, il a été classé à la fois dans les groupes des langues himalayennes (en) et des langues naga (en) par Ethnologue, Languages of the World et est simplement classé dans le groupe tibéto-birman par Glottolog.
Cette langue utilise une typologie syntaxique de type SOV (sujet, objet, verbe).

### Dialectes
Il existe les dialectes de l'ilammu, du rengjongmu et du tamsangmu,.

### Écriture
Le lepcha comprend 32 consonnes et 8 voyelles et peut s'écrire avec l'alphasyllabaire lepcha ou tibétain (le premier étant dérivé du second, avec peut-être une influence birmane).